# Kontinentalni Portugal
Kontinentalni Portugal (portugalski: Portugal Continental) je izraz kojim se označava kopneni dio Portugala, tj. dio koji se nalazi u Europi na Iberskom poluotoku.
Ovaj izraz se ponekad koristi kako bi se razlikovalo kontinentalno područje Portugala (poznato pod nazivom Kontinent - O Continente) od otočnog područja Portugala. Otočno područje Portugala se sastoji od Madeire i Azora koji se nalaze u Atlantskom oceanu. Kao i kontinentalni Portugal i oni čine zasebno statističko područje koje spada u NUTS 1.
Azori i Madeira se obično nazivaju autonomnim regijama (Regiões Autónomas), otočnim Portugalom (Portugal Insular) ili jednostavno otocima (Ilhas).
Kontinentalni Portugal ima površinu od 89,015 km², te čini 96.6% nacionalnog teritorija Portugala čija je ukupna površina 92,145 km². Ovo statističko područje ima 9 833 408 stanovnika, tj. 95.3% od ukupnog broja od 10 318 084 stanovnika.